# Джордж Ромеро
Джордж Ендрю Ромеро (англ. George Andrew Romero; 4 лютого 1940, Нью-Йорк — 16 липня 2017, Торонто, Онтаріо, Канада) — американський кінорежисер і сценарист.

## Біографія
Син емігранта з Куби іспанського походження і американки литовського походження. Джордж захопився театром в дитинстві. Його першим фільмом, знятим у 1954 році на любительську камеру, був «Людина з метеора». Після закінчення школи, разом з другом, заснував Image Ten Productions, компанію, що спеціалізується на створення реклами.
У 1968 році на гроші, зароблені його компанією зробив фільм жахів «Ніч живих мерців». Фільм назавжди змінив обличчя жанру. Десять років по тому, на суму півтора мільйона доларів зробив сиквел п'ятницю вночі «Світанок мерців». Фільм був дуже популярний і заробив 40 мільйонів доларів США. Інший ідея Ромеро була проведена в 1981 році — «Лицарі на колесах». У 1982 році з Стівеном Кінгом, Ромеро створив «Калейдоскоп жахів», а в 1985 був створений ще один відео зомбі — «День мерців». У 2005 році вийшов четвертий в серії фільмів про зомбі — «Земля мертвих», а в 2007 році ще один — «Щоденники мерців». Його останнім фільмом є «Виживання мерців» в 2009 році. Його образ був також використаний на додаток до гри Службовий обов'язок: Black Ops під назвою Escalation.

## Фільмографія
| Рік       |   | Українська назва            | Оригінальна назва                  | Роль                                             |
| --------- | - | --------------------------- | ---------------------------------- | ------------------------------------------------ |
| 1968      | ф | Ніч живих мерців            | Night of the Living Dead           | режисер, сценарист, монтажер, оператор           |
| 1971      | ф | Як мухи на мед              | There's Always Vanilla             | режисер, монтажер, оператор                      |
| 1972      | ф | Час відьом                  | Hungry Wives                       | режисер, сценарист, монтажер, оператор           |
| 1973      | ф | Божевільні                  | The Crazies                        | режисер, сценарист, монтажер                     |
| 1975      | ф | Парк розваг                 | The Amusement Park                 | режисер                                          |
| 1977      | ф | Мартін                      | Martin                             | режисер, сценарист, монтажер                     |
| 1978      | ф | Світанок мерців             | Dawn of the Dead                   | режисер, сценарист, монтажер                     |
| 1981      | ф | Лицарі на колесах           | Knightriders                       | режисер, сценарист, монтажер                     |
| 1982      | ф | Калейдоскоп жахів           | Creepshow                          | режисер, монтажер                                |
| 1983—1988 | с | Казки з темного боку        | Tales from the Darkside            | керівник проєкту, сценарист, виконавчий продюсер |
| 1985      | ф | День мерців                 | Day of the Dead                    | режисер, сценарист                               |
| 1987      | ф | Калейдоскоп жахів 2         | Creepshow 2                        | сценарист                                        |
| 1988      | ф | Мавпячі витівки             | Monkey Shines                      | режисер, сценарист                               |
| 1990      | ф | Два злісних погляди         | Due occhi diabolici                | режисер, сценарист                               |
| 1990      | ф | Казки з темного боку: Фільм | Tales from the Darkside: The Movie | сценарист                                        |
| 1990      | ф | Ніч живих мерців            | Night of the Living Dead           | сценарист, продюсер                              |
| 1993      | ф | Темна половина              | The Dark Half                      | режисер, сценарист, продюсер                     |
| 2000      | ф | Вибивала                    | Bruiser                            | режисер, сценарист                               |
| 2004      | ф | Світанок мерців             | Dawn of the Dead                   | сценарист                                        |
| 2005      | ф | Земля мертвих               | Land of the Dead                   | режисер, сценарист                               |
| 2006      | ф | Ніч живих мерців            | Night of the Living Dead 3D        | сценарист                                        |
| 2007      | ф | Щоденники мерців            | Diary of the Dead                  | режисер, сценарист                               |
| 2008      | ф | День мерців                 | Day of the Dead                    | сценарист                                        |
| 2009      | ф | Виживання мерців            | Survival of the Dead               | режисер, сценарист, продюсер                     |
| 2009      | ф | Смертельні казки            | Deadtime Stories                   | продюсер                                         |
| 2010      | ф | Божевільні                  | The Crazies                        | сценарист, продюсер                              |
| 2011      | ф | Смертельні казки 2          | Deadtime Stories 2                 | продюсер                                         |